# 書鰓と書肺

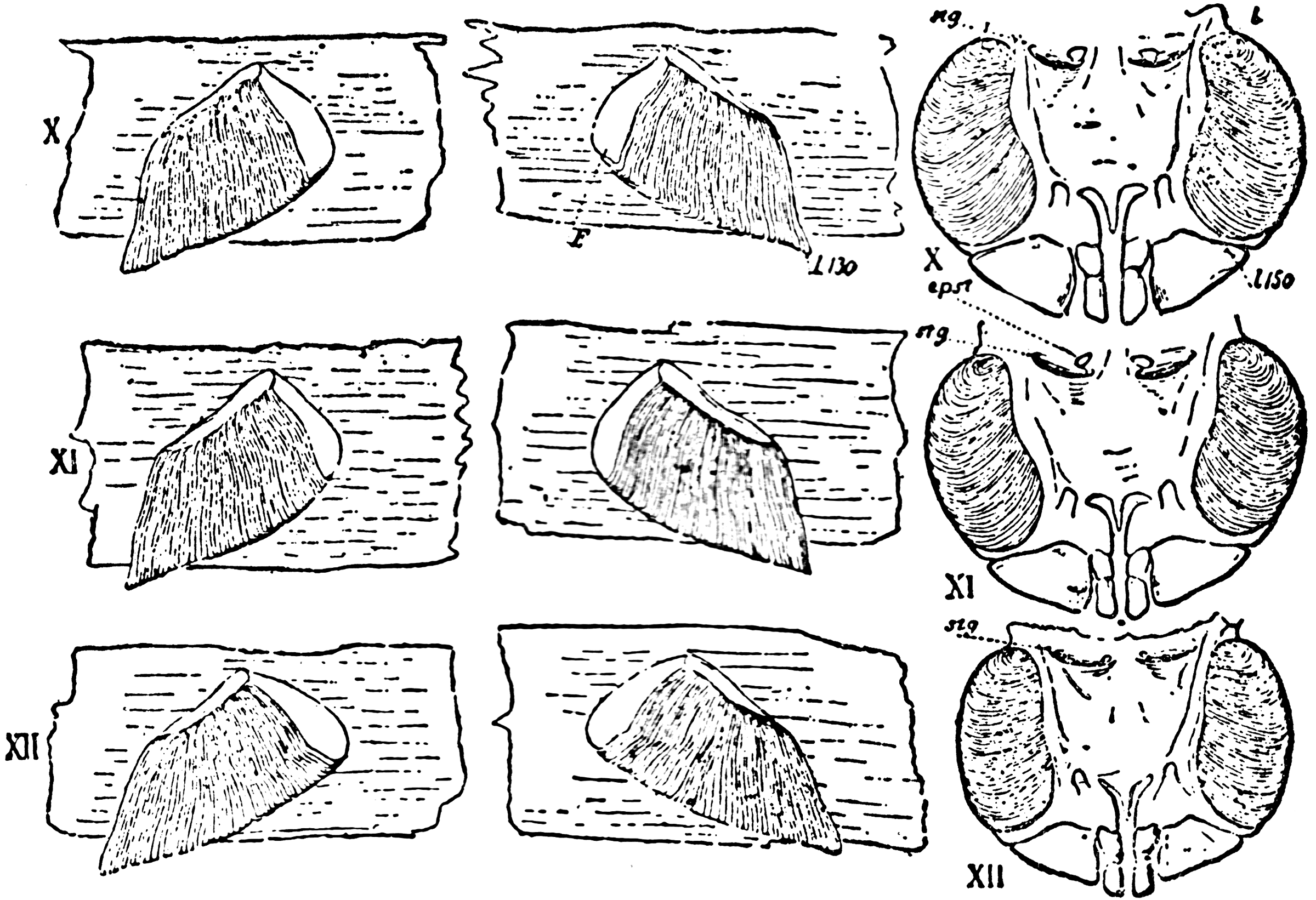
サソリの書肺（左）とカブトガニの書鰓（右）

書鰓（しょさい、book gill）と書肺（しょはい、book lung）は、節足動物の中でカブトガニ・サソリ・クモなどの鋏角類に見られる呼吸器である。本のページを思わせる構造をしており、体の腹面で対になって配置される付属肢の一部である。古典的にはそれぞれ鰓書（さいしょ、えらしょ、gill-book）・肺書（はいしょ、lung-book）とも呼ばれる。

## 特徴

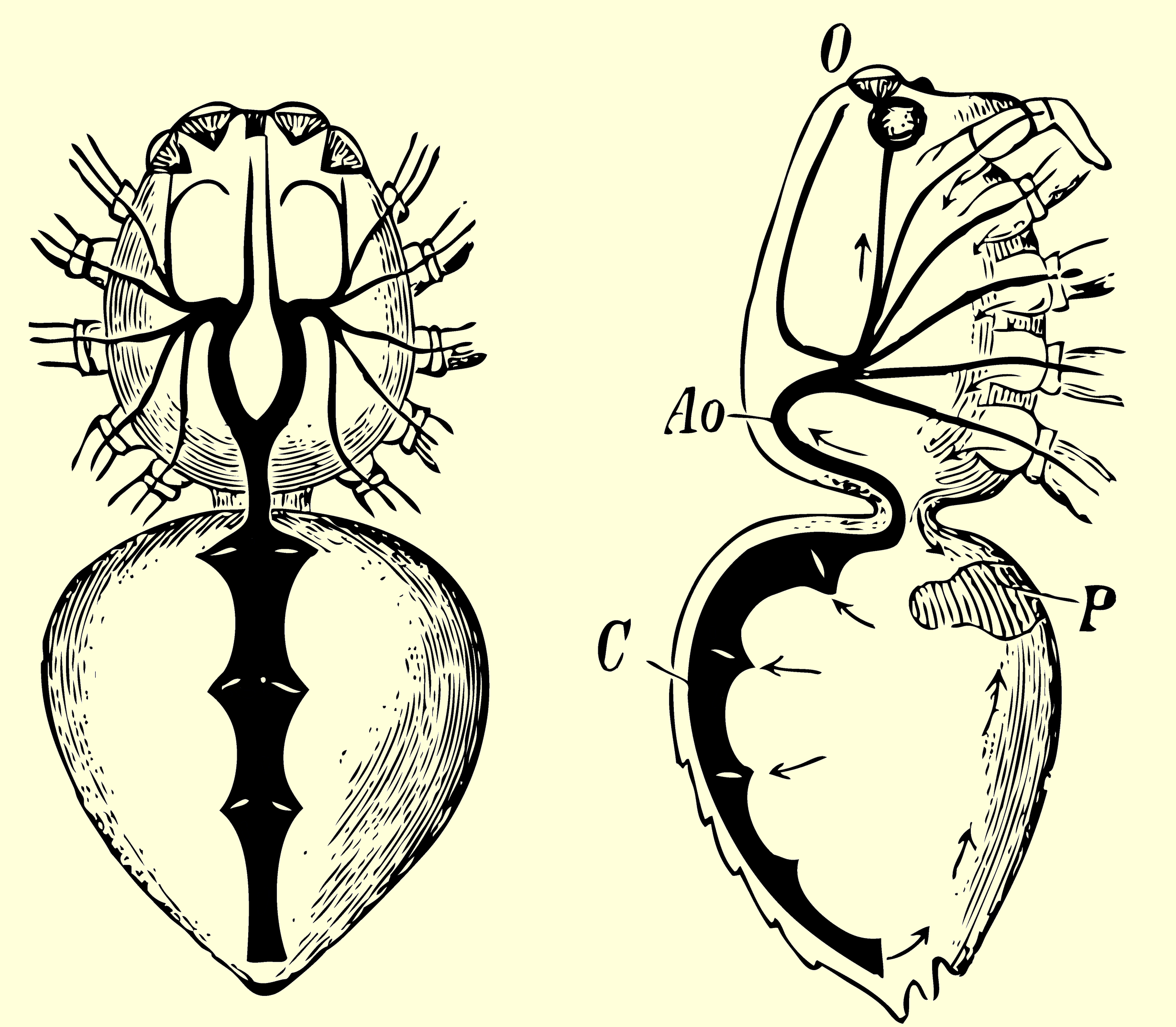
クモの循環系と書肺（P）

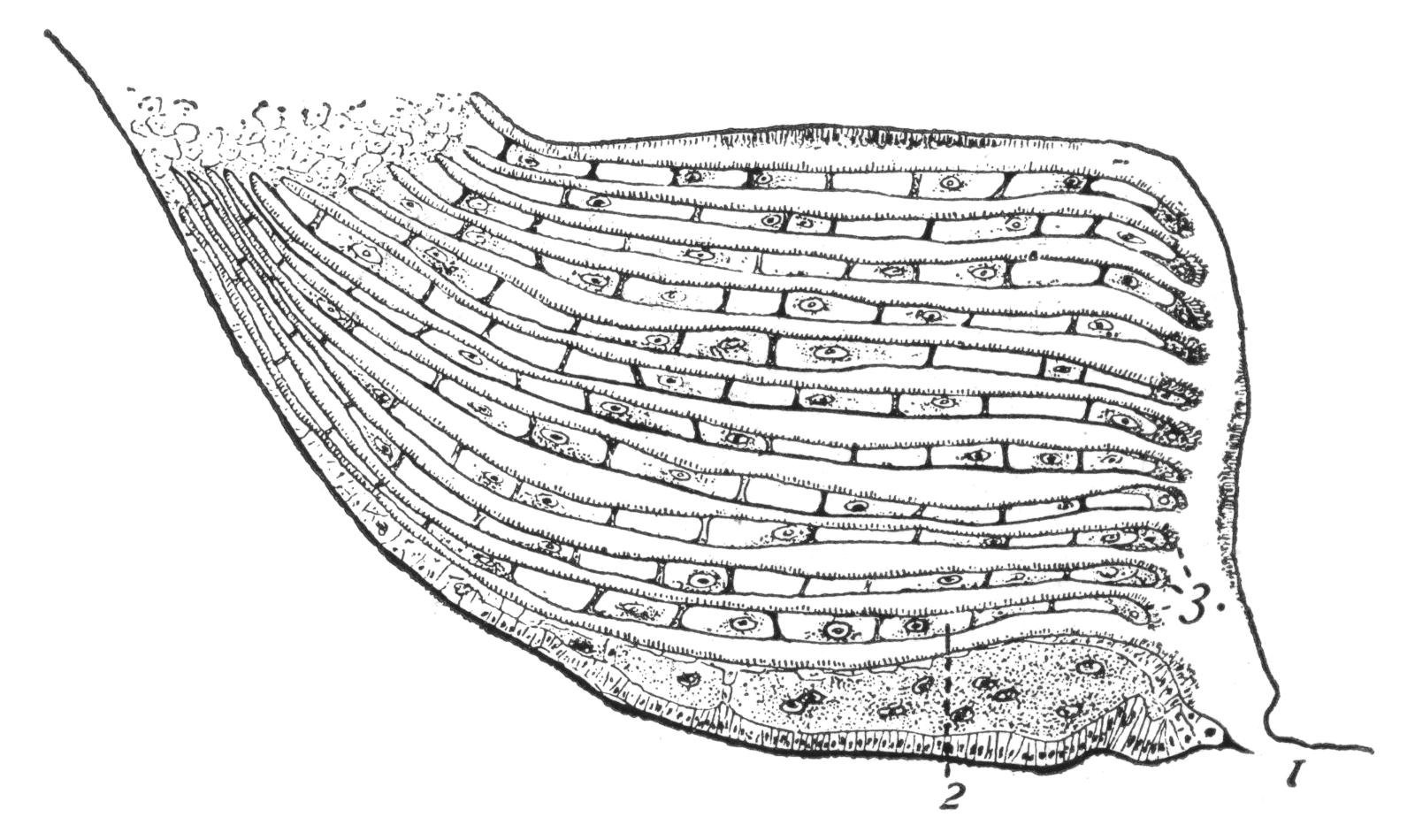
クモの書肺の断面図

名に表れるように、書鰓と書肺はそれぞれ鰓と肺のように機能する呼吸器で、書物のように畳んだ複数の平たい構造体でできている。この構造体はラメラ（lamella、薄葉・薄板とも）といい、その数は分類群によって十数枚から百枚以上になり、中身は血リンパが流れ込んでいる。それぞれのラメラの間には隙間が空いており、ここで表面が水ないし空気に接触して呼吸が行われる。書肺の場合、空気を出入させる隙間を維持するように、たくさんの小柱（trabecula）がそれぞれのラメラの表面に配置される。

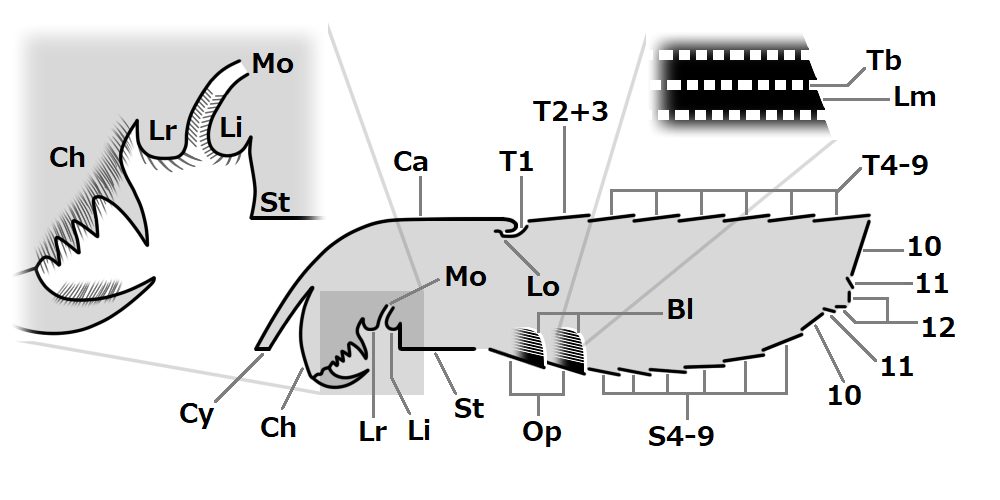
ワレイタムシの蓋板（Op）、書肺（Bl、右上の拡大図）、ラメラ（Lm）と小柱（Tb）

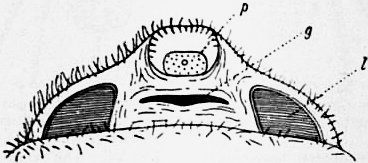
ハラフシグモの蓋板の裏側。左右に1対の書肺（l）が配置される

書鰓と書肺は、真鋏角類の後体（胴部）の腹側に備わった、蓋板（がいばん、operculum）という平板状の付属肢（関節肢）の後ろ側に配置される。この蓋板は常に後ろ向きに畳んでいるため、書鰓/書肺全体を腹側から覆うようになる。真鋏角類の中で、書鰓はカブトガニ類・ウミサソリ類などの節口類、書肺はサソリ・ワレイタムシ・クモ・ウデムシ・サソリモドキ・ヤイトムシなど、いわゆる蛛肺類に属するクモガタ類に見られる。書鰓/書肺を有する蓋板の位置と数は分類群によって異なるが、必ず後体第2-7節の範囲内のみに配置される。カブトガニ類の場合、書鰓のある蓋板は鰓脚（branchial appendage）とも呼ばれる。
カブトガニ類の蓋板は分節したヒレのように能動的な付属肢であるため、普段は隠された書鰓でも動作によって外から観察できるようになれる。しかしクモガタ類の場合、書肺は体の嚢状のくぼみに沈み込んで外から観察できず、それを支えた蓋板は高度に癒合しながら、体に密着して空気を出入するための隙間（気門）のみを残し、とても付属肢とは思えない形に特化していた。また、蓋板と同じ体節由来の腹板（本体部の腹側の外骨格）は退化傾向が強く、あっても常に幅広い蓋板によって覆われている。特にクモガタ類の場合、蓋板は前述のように癒合が進んだ上で体に密着するため、実際の腹板はほぼ外から観察できず、代わりに蓋板自体が発達した腹板のように見える。

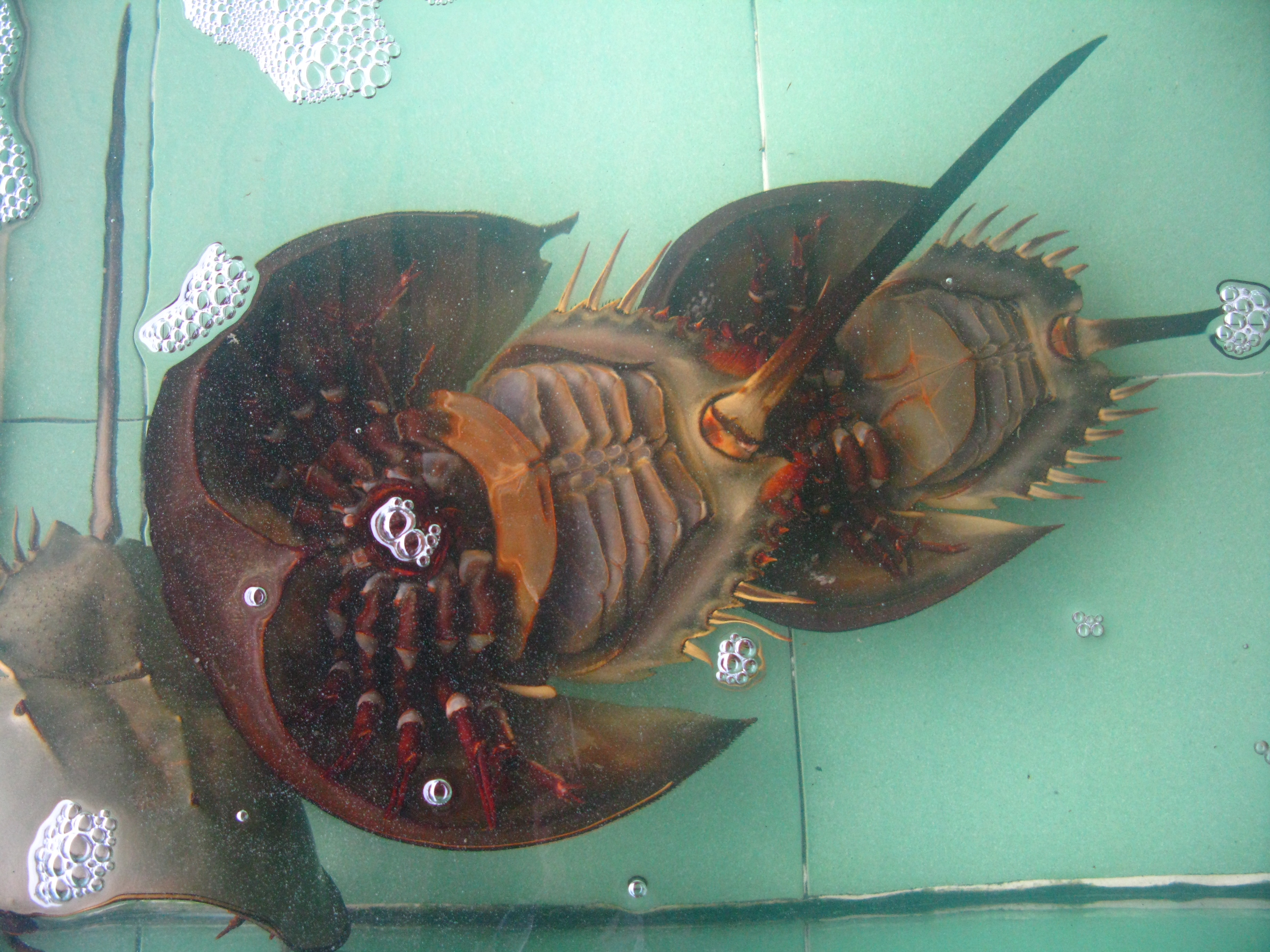
カブトガニ類の腹側。後体は後ろ向きに重なった数対の蓋板がある。
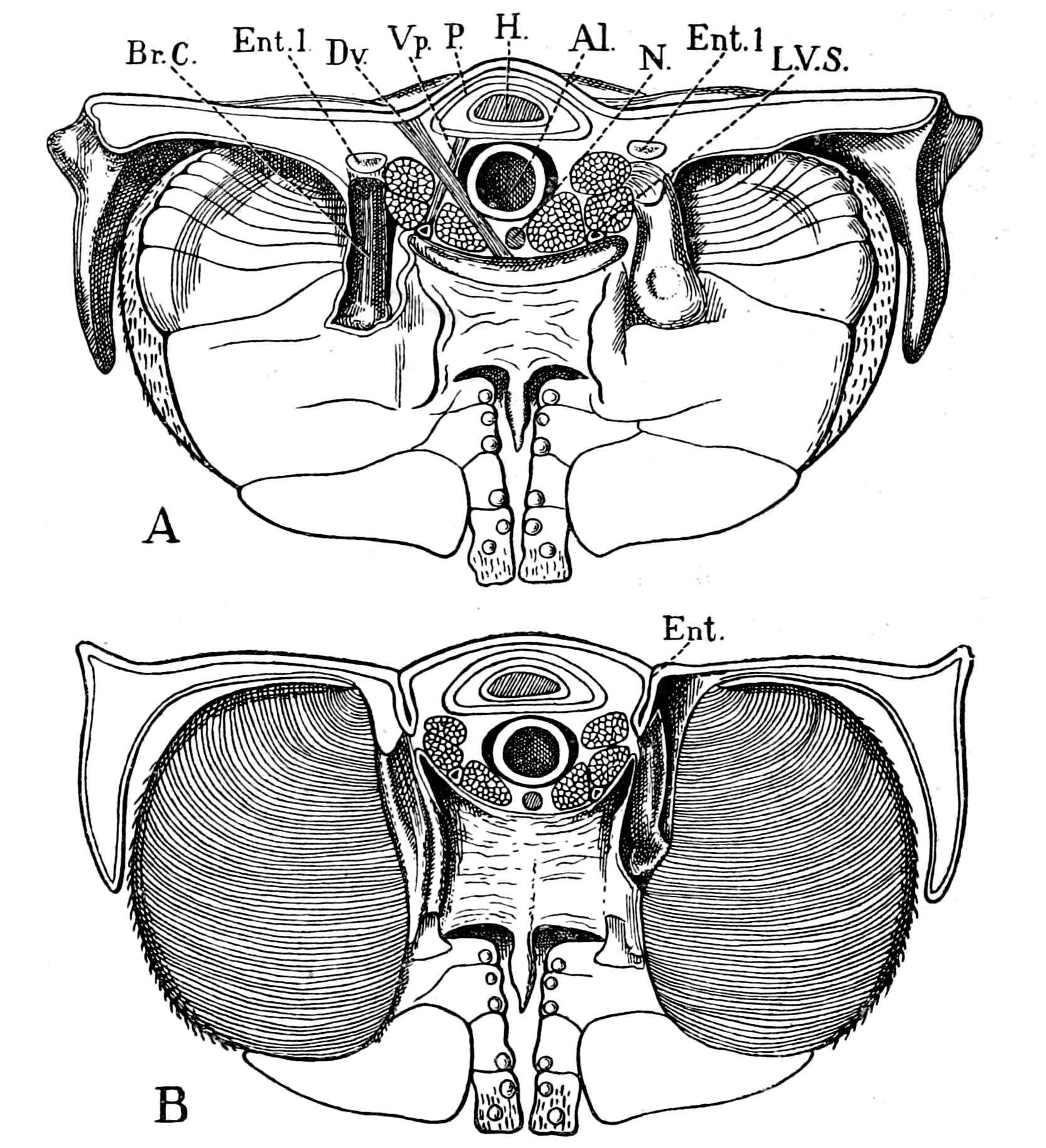
カブトガニ類の後体の断面と蓋板。後ろ側（B）に1対の書鰓が配置される。
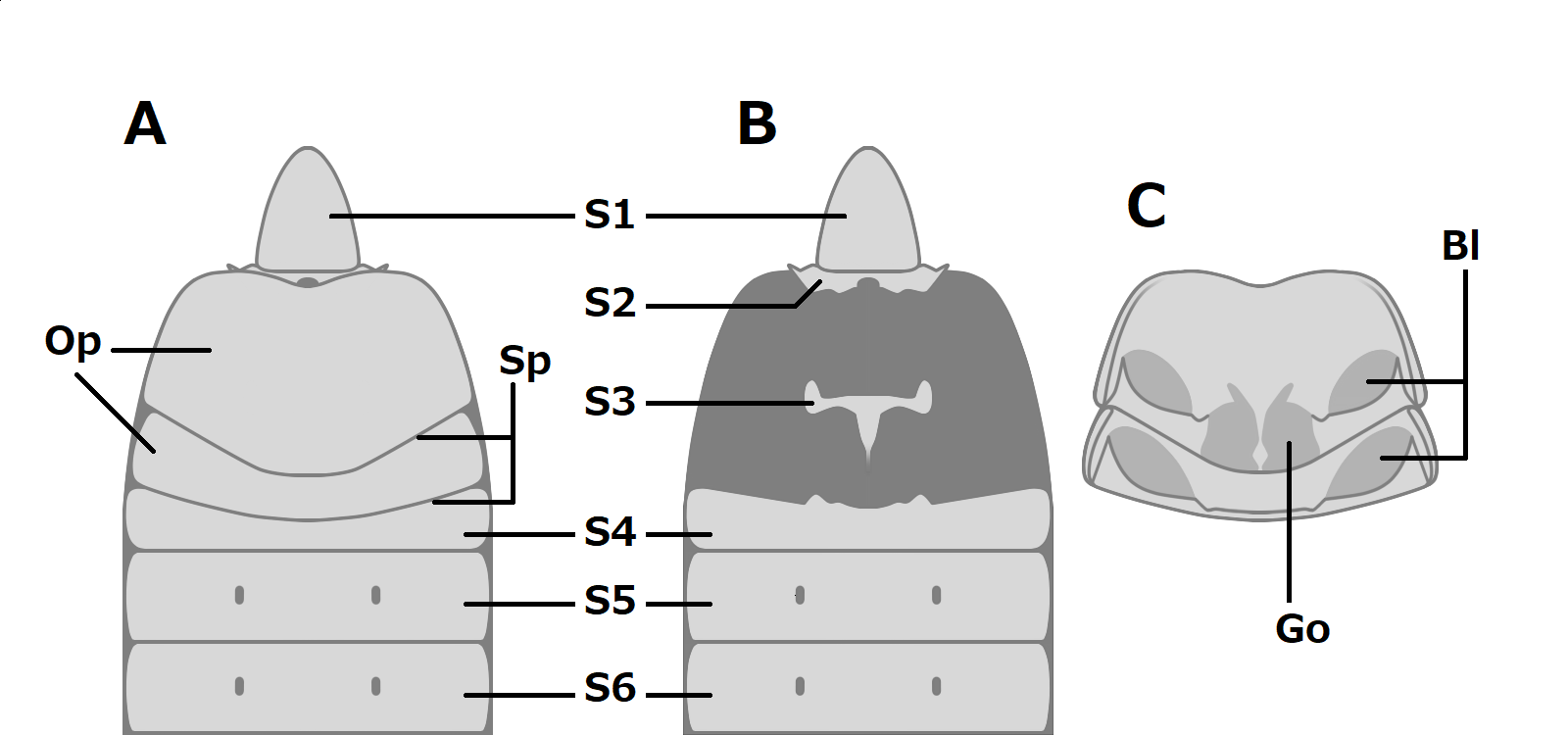
サソリモドキの後体第1-6節の腹面（A：通常の様子、B：蓋板を除去した様子、C：蓋板の内側）。第2-3節の書肺（Bl）と退化的な腹板（S2-3）は常に蓋板（Op）に覆われており、それぞれの蓋板の両後端に気門（Sp）が開いている。

## 起源と進化

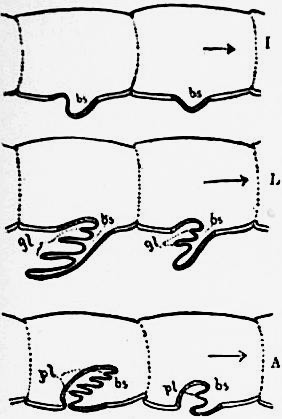
肢芽（上）、書鰓（中）と書肺（下）の模式図

一見では付属肢らしきぬ書肺だが、古くから書鰓と同じく付属肢（関節肢）由来と考えられており、この説は後にも発生学（書肺は書鰓と同じく肢芽から発生する）とホメオシス（突然変異した書肺は脚の構造が生えている）的証拠によって立証される。基盤的な真鋏角類とされるモリソニアが原始的な書鰓らしき構造をもつことによって、書鰓の起源は5億年前のカンブリア紀まで遡れる可能性も挙げられる。
書鰓と書肺は相同器官とされ、そのうち水棲の節口類に見られるような水中呼吸用の書鰓は祖先形質で、後にクモガタ類が上陸し、書鰓を空気呼吸用の書肺に特化させたと考えられる。この仮説は、主に化石真鋏角類からの古生物学的情報（節口類はクモガタ類に対して側系統群である系統解析結果や、ウミサソリの書鰓から発見される書肺らしき小柱）によって支持が得られる。発生学的情報では、書肺と書鰓の発育様式における共通点と相違点を両方見出している。それに対しては、前者は両者の相同性を反映する証拠で、後者は単に異なった呼吸様式に適応した結果と推測される。

### サソリと四肺類の書肺
古典的な系統仮説では、クモガタ類の中でサソリと四肺類（クモ・ウデムシ・サソリモドキ・ヤイトムシなど）は別系統とされるに加えて、水棲と思われる基盤的な化石サソリもあるため、サソリと四肺類は収斂進化をし、それぞれ独自に上陸しながら書肺を得ると考えられた。しかし21世紀以降では、両者の類縁関係（蛛肺類を構成する）が分子系統解析と遺伝子重複により有力視され、お互いの書肺の顕微構造にも少なからぬ共通点が発見されており、基盤的なサソリの水棲説も化石の再検証によって否定される。こうして伝統的なサソリの水棲起源説と書肺の複数起源説が徐々に否定され、代わりにサソリと四肺類の書肺は単一の起源にあり、その共通祖先は、既に書肺を有する陸棲のクモガタ類であると考えられる。一方で、書肺の代わりに気管をもつ（ダニ・カニムシ・ザトウムシ・ヒヨケムシ・クツコムシ）、もしくは呼吸器を欠くクモガタ類（コヨリムシ・一部のダニ）はお互いに遠縁で、四肺類の中でも書肺を気管に進化させたものがあるため（後述参照）、書肺の退化と気管の進化は、クモガタ類の中で複数回に起きていたと考えられる。

### 数と位置

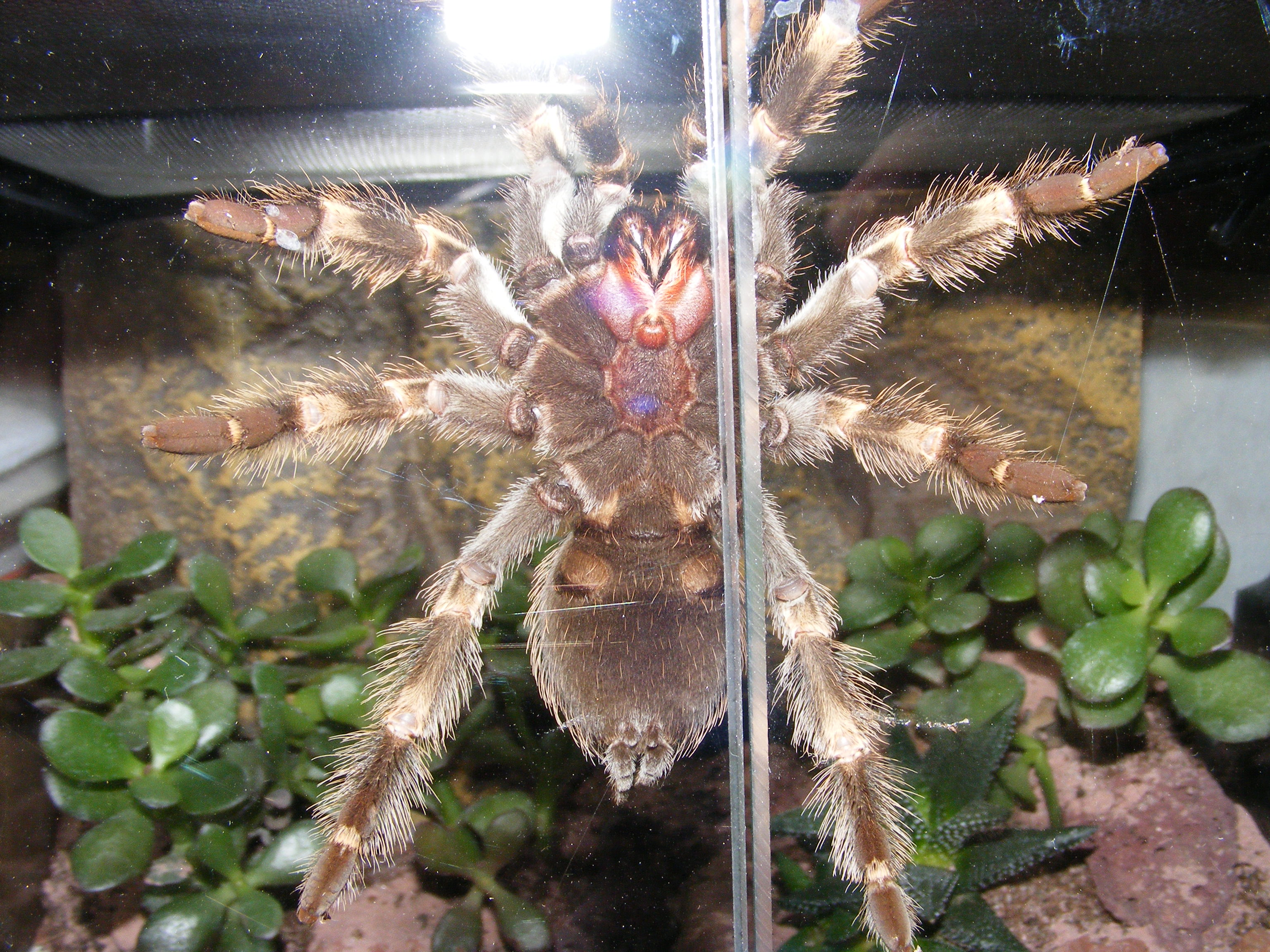
オオツチグモの腹面。後体前方2対の色薄い塊は書肺の位置に当たる。

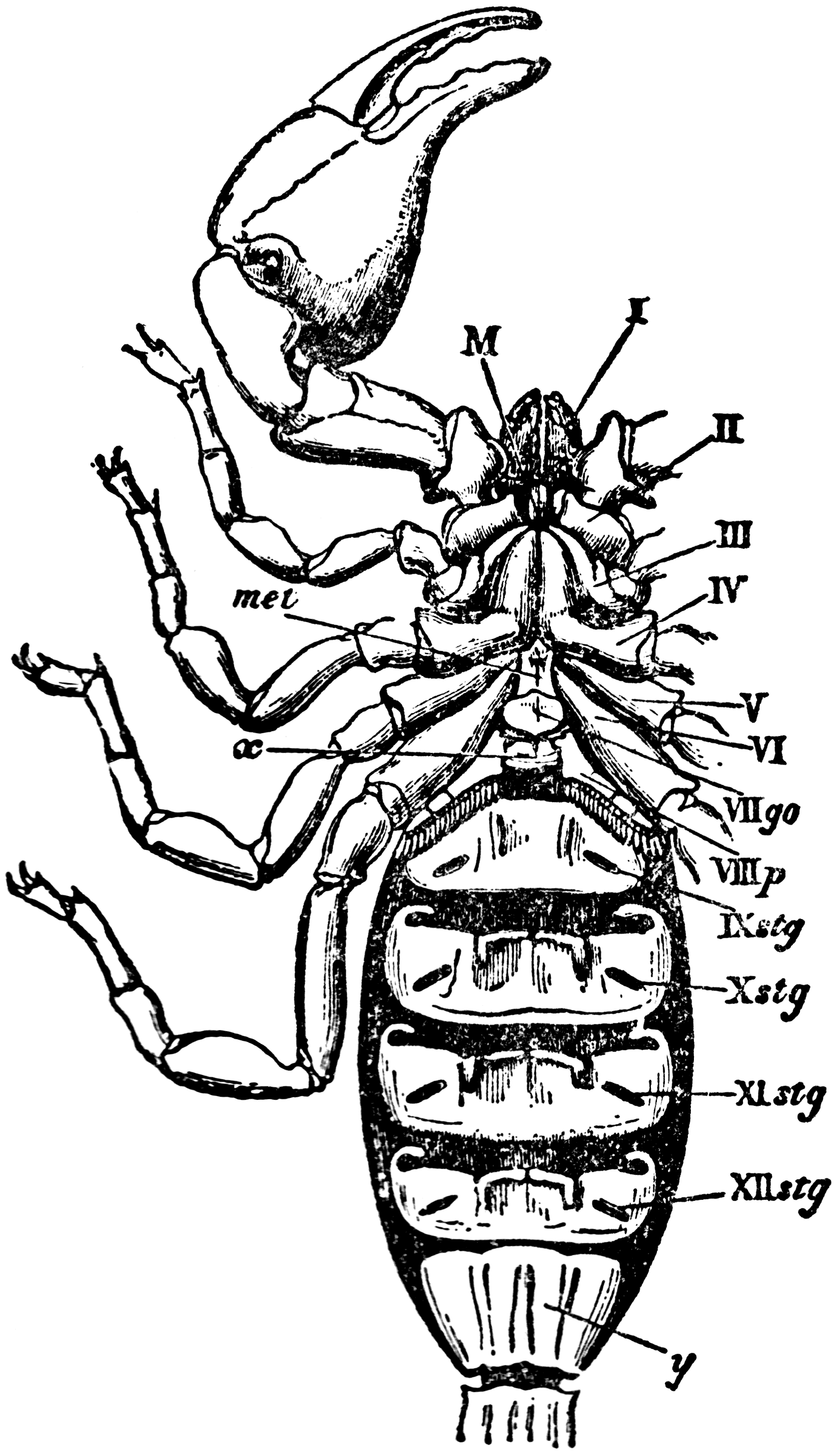
サソリの4対の書肺は後体第4-7節の気門（IX-XIIstg）の奥に配置される。

ワレイタムシと四肺類は名に表れるように、原則として2対の書肺をもち、それぞれ後体第2-3節に配置される。それに対してカブトガニ類、ウミサソリとサソリは後体第2節（生殖口のある体節）に書鰓/書肺を欠如し、5対の書鰓もしくは4対の書肺はそれぞれ後体第3-7節（カブトガニ類とウミサソリ）ないし第4-7節（サソリ）に配置される。そのため、真鋏角類の共通祖先はオファコルスやダイバステリウムのように、元々後体第2-7節の蓋板に配置される6対の書鰓があって、カブトガニ類・ウミサソリ・サソリ・四肺類の系統で各自にその数を後ろ（四肺類）か前（その他）から減らしたのではないかと考えられる。

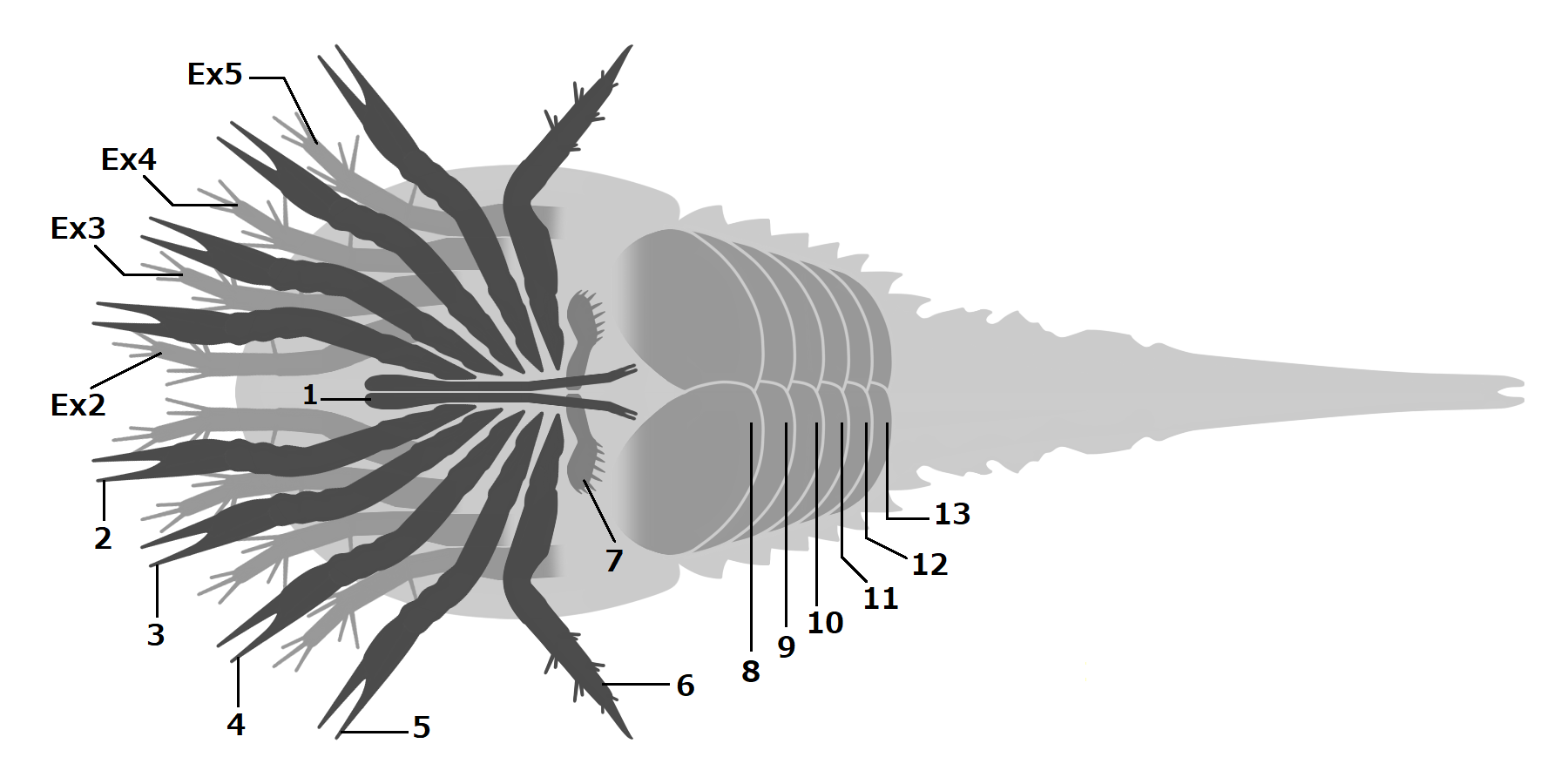
化石真鋏角類のダイバステリウムは全ての蓋板（8-13）に書鰓をもつ
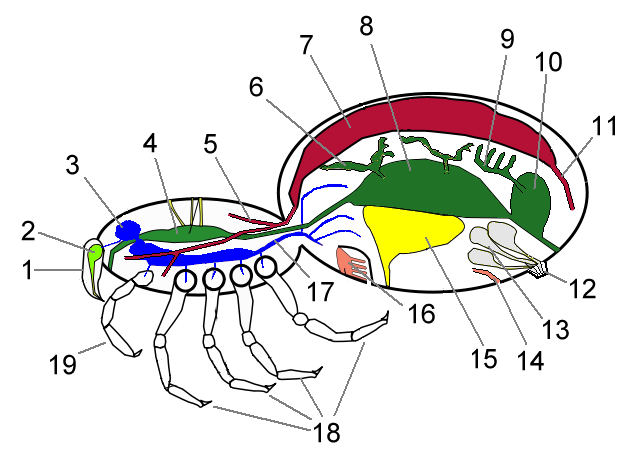
一般的なクモ下目のクモの書肺（16）と気管（14）。後者は元の第2対の書肺から特化した部分とされる[14]。

また、四肺類の中ではヤイトムシと多くのクモ下目のクモ（いわゆる一般的なクモ）のように、後方の書肺を欠き、前方1対の書肺のみをもつものもある。特に後者では他の四肺類に見られない気管を前方1対の書肺と併用し、これは発生学的証拠に後方1対の書肺から特化した部分であると示唆される。その中でユアギグモ科のように、残り1対の書肺まで気管に特化し、完全に書肺を無くした小型群もある。そのため、気管を有する様々なクモガタ類の中でも、クモの気管だけは明らかに書肺由来として断言できるものである。
| 分類群                                              | 書鰓/書肺の総数（対） | 2               | 3          | 4            | 5    | 6 | 7 |
| --------------------------------------------------- | --------------------- | --------------- | ---------- | ------------ | ---- | - | - |
| †ダイバステリウム                                   | 6                     | ●               | ●          | ●            | ●    | ● | ● |
| カブトガニ類                                        | 5                     | 蓋板のみ        | ●          | ●            | ●    | ● | ● |
| †ウミサソリ類                                       | 5                     | 蓋板+生殖肢のみ | ●          | ●            | ●    | ● | ● |
| サソリ類                                            | 4                     | 蓋板のみ        | 櫛状板     | ▲            | ▲    | ▲ | ▲ |
| †ワレイタムシ類                                     | 2                     | ▲               | ▲          | ventral sacs | -    | - | - |
| クモ類：祖先形質                                    | 2                     | ▲               | ▲          | 糸疣         | 糸疣 | - | - |
| クモ類： エボシグモ科・ハガクレグモ科以外のクモ下目 | 1/0                   | ▲/気管          | 気管       | 糸疣         | 糸疣 | - | - |
| ウデムシ類                                          | 2                     | ▲+生殖肢        | ▲          | -            | -    | - | - |
| サソリモドキ類                                      | 2                     | ▲+生殖肢        | ▲          | -            | -    | - | - |
| ヤイトムシ類                                        | 1                     | ▲               | 蓋板のみ？ | -            | -    | - | - |